# 游效曾
游效曾（1934年1月24日—2016年11月19日），男，原籍江西吉安，生于南昌，中国无机化学家，南京大学教授，中国科学院院士。

## 生平
1955年7月，毕业于武汉大学化学系。1957年7月，在南京大学研究生毕业并留校任助教。1962年9月至1964年9月，在吉林大学参加教育部主办的“物质结构讨论班”学习。1978年12月，任讲师。1979年7月，任副教授（1980年6月至1982年7月，先后在美国威斯康星大学、伊利诺大学和佛罗里达大学进修）。1984年1月，任南京大学配位化学研究所所长。1985年11月，任教授。1985年12月加入中国共产党。1986年，任博士生导师。1991年11月，当选为中国科学院学部委员（院士）。
2016年11月19日17时16分，在南京逝世。

## 学术贡献
参与创建中国第一个“配位化学研究所”和“配位化学国家重点实验室”，并长期指导配位化学国家重点实验室的学术研究。

## 奖项和荣誉
曾获得国家自然科学二等奖1项、三等奖1项，何梁何利科学与技术进步奖，亚洲化学联合会基础研究报告奖，原苏联科学院无机化学研究所秋加叶夫奖及部委级奖励2项。